# Lotodes
Lotodes là một chi thực vật có hoa trong họ Đậu.